# Stephen Macknowski
Stephen Macknowski (né le 16 février 1922,, mort le 4 avril 2013) est un kayakiste américain.

## Palmarès
- Jeux olympiques d'été
  - Jeux olympiques d'été de 1948
    -  Médaille d'or en 10 000 mètres C2
    -  Médaille d'argent en 1 000 mètres C2